# Pygopleurus hirsutus
Pygopleurus hirsutus es una especie de coleóptero de la familia Glaphyridae.

## Distribución geográfica
Habita en los territorios que antes se llamaban Yugoslavia, Grecia y Turquía.